# رویدون، ساوت نورفولک
رویدون (به انگلیسی: Roydon) یک روستا و محله مدنی در بریتانیا است که در South Norfolk واقع شده‌است. رویدون ۵٫۵۴ کیلومتر مربع مساحت و ۲٬۴۵۷ نفر جمعیت دارد.